# Фелипе Контепоми
Фелипе Контепоми (шп. Felipe Contepomi; Буенос Ајрес, 20. август 1977) бивши је професионални аргентински рагбиста и најбољи поентер у историји аргентинске рагби јунион репрезентације.

## Биографија
Висок 184 цм, тежак 92 кг, Контепоми је повремено играо првог центра, а најчешће на позицији број 10 - отварач (енгл. Fly half). У каријери је играо за Бристол рагби, Ленстер рагби, Рагби клуб Тулон, Стад Франс и аргентински тим Њуман где је завршио каријеру. За аргентинску рагби репрезентацију одиграо је 87 тест мечева и постигао 651 поен. Помогао је Ленстеру да 2009. освоји Куп европских шампиона у рагбију и био је део златне генерације аргентинске репрезентације која је 2007. дошла до полуфинала светског првенства у рагбију. 2007. Контепоми је био у ужој конкуренцији за добијање признања за најбољег рагбисту на планети.